# Public (Saint-Barthélemy)
Pour les articles homonymes, voir Public (homonymie).
Public est un quartier de Saint-Barthélemy dans les Caraïbes. Public se situe au nord du centre principal de Gustavia et fait office de zone industrielle, dans la partie occidentale de l'île dont c'est l'une des zones les plus densément peuplées et actives.
Public est à 180 km au nord-ouest d'Antigua-et-Barbuda et à environ 90 km au nord-ouest de la frontière marine avec Saint-Christophe-et-Nevis.

## Climat
La température moyenne à Public est de 27 °C tout au long de l'année. La saison estivale s'étend de décembre à avril, tandis que de mai à novembre c'est la saison des pluies, période au cours de laquelle se produisent des tonnerres, de fortes pluies et des cyclones.

## Les deux cimetières de Public
Il y a deux cimetières à Public, le cimetière marin et le suédois. Ils sont situés face à face.